# Golf tại Đại hội Thể thao Đông Nam Á 2001
Golf tại Đại hội Thể thao Đông Nam Á năm 2001 diễn ra tại Sungai Long Golf and Country Club, Selangor, Malaysia, từ 10 đến 16 tháng 9 năm 2001. Chương trình thi đấu bao gồm nội dung cá nhân và đồng đội của nam và nữ.

## Tóm tắt kết quả

### Nam
| Nội dung | Vàng                                                                            | Bạc                                                                                           | Đồng                                                                                        |
| -------- | ------------------------------------------------------------------------------- | --------------------------------------------------------------------------------------------- | ------------------------------------------------------------------------------------------- |
| Cá nhân  | Juvic Pagunsan · Philippines                                                    | Airil Rizman · Malaysia                                                                       | Wisut Artjanawat · Thái Lan                                                                 |
| Đồng đội | Malaysia (MAS) · S. Sivachandran · Airil Rizman · Shaaban Hussin · Sahal Saedin | Thái Lan (THA) · Ronnachai Jamnong · Wisut Artjanawat · Prom Meesawat · Pariya Junhasawadikul | Philippines (PHI) · Juvic Pagunsan · Jay E Bayron · Marvin R Dunmandan · Jesselito Saragoza |

### Nữ
| Nội dung | Vàng                                                              | Bạc                                                                                | Đồng                                                                         |
| -------- | ----------------------------------------------------------------- | ---------------------------------------------------------------------------------- | ---------------------------------------------------------------------------- |
| Cá nhân  | Onnarin Sattayabanphot · Thái Lan                                 | Titiya Plucksataporn · Thái Lan                                                    | Sitti Retno Purwandi · Indonesia                                             |
| Nội dung | Indonesia (INA) · Sitti Retno Purwandi · Ani Iman · Titi Puryanti | Thái Lan (THA) · Onnarin Sattayabanphot · Titiya Plucksataporn · Morakod Kladpetch | Philippines (PHI) · Heidi Chua · Carmelette M. Villaroman · Maria Ruby Chico |

## Bảng huy chương
| Hạng               | Đoàn               | Vàng | Bạc | Đồng | Tổng số |
| ------------------ | ------------------ | ---- | --- | ---- | ------- |
| 1                  | Thái Lan           | 1    | 3   | 1    | 5       |
| 2                  | Malaysia           | 1    | 1   | 0    | 2       |
| 3                  | Philippines        | 1    | 0   | 2    | 3       |
| 4                  | Indonesia          | 1    | 0   | 1    | 2       |
| Tổng số (4 đơn vị) | Tổng số (4 đơn vị) | 4    | 4   | 4    | 12      |